# کاتبرت سباستین
کاتبرت سباستین (انگلیسی: Cuthbert Sebastian; زاده ۲۲ اکتبر ۱۹۲۱ – درگذشته ۲۵ مارس ۲۰۱۷) سیاست‌مدار اهل سنت کیتس و نویس بود. وی از ۱ ژانویه ۱۹۹۶ تا ۱ ژانویه ۲۰۱۳ فرماندار کل سنت کیتس و نویس بود.
کاتبرت سباستین در ۲۵ مارس ۲۰۱۷، در سن ۹۵ سالگی درگذشت.